# Бингемтон Сенаторз
«Бингемтон Сенаторс» (англ. Binghamton Senators) — профессиональный хоккейный клуб, до 2017 года игравший в Американской хоккейной лиге (АХЛ). Фарм-клуб канадского клуба НХЛ «Оттава Сенаторз». Базировался в городе Бингемтон, штат Нью-Йорк, США, домашние матчи проводил на «Брум Каунти Мемориал Арена». 
После окончания сезона 2016/17 клуб переехал в канадский Белвилл, сменив название на «Бельвилль Сенаторз». В Бингемтон же переехал из Олбани фарм-клуб «Нью-Джерси Девилз», и теперь в городе будет играть клуб АХЛ «Бингемтон Девилз».

## История
АХЛ возвратилась в Бингемтон после пятилетнего перерыва в 2002 году. Первый сезон «Сенаторз» в АХЛ был удачным, команда набрала 97 очков по итогам регулярного сезона. Но в серии плей-офф «Сенаторз» уступили «Гамильтон Булдогс» в пяти матчах. Сезон 2003—2004 был менее удачен, с потерями Антуана Верметта и Джейсона Спеццы, покинувших команду. Во время локаут-сезона в НХЛ 2004—2005 в Бингхэмтон вернулись основные игроки команды «Оттава Сенаторз», такие как Джейсон Спецца, Антуан Верметт, Антон Волченков, Крис Нил и Брайан Потье, и сделали «Сенаторс» одним из претендентов на завоевание Кубка Колдера.

## Клубные рекорды
Сезон
Голы (56) — Денис Хэмел (2005-06)
Передачи (85) — Джейсон Спецца (2004-05)
Очки (117) — Джейсон Спецца (2004-05)
Штраф (551) — Брайан Макгрэттен (2004-05)
Коэффициент пропущенных голов (2,42) — Рэй Эмери (2002-03)

Карьера в клубе
Голы — 124 — Денис Хэмел
Передачи — 117 — Джейсон Спецца
Очки — 236 — Денис Хэмел
Штраф — 1051 — Брайан Макгрэттен
Вратарские победы — 67 — Рэй Эмери
Игры — 409 — Кристоф Шуберт